# Fetörtsblåvinge
Fetörtsblåvinge (Scolitantides orion) är en art i insektsordningen fjärilar som tillhör familjen juvelvingar.

## Utseende

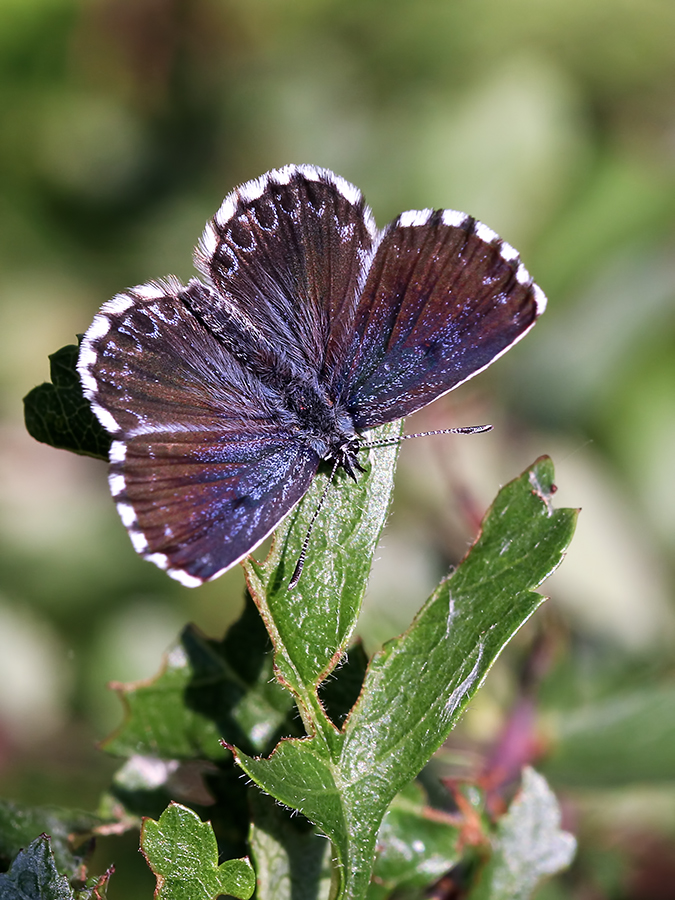
Ovansidan av fetörtsblåvinge.

Fetörtsblåvingen har en vingbredd på 27–32 millimeter. Hanen är violettblå på vingarnas ovansida med brunsvarta prickar längs vingkanterna. Prickarna omges av smala ringar eller halvmånar som är vitaktiga till ljusblå. En större svartbrun fläck finns även något ovanför mitten på vardera framvingen. Undersidorna är gråvita med svarta fläckar. På bakvingarna finns ett rödgult band på den yttre hälften. Honans vingar liknar hanens, men är mer brunaktigt färgade på ovansidan.

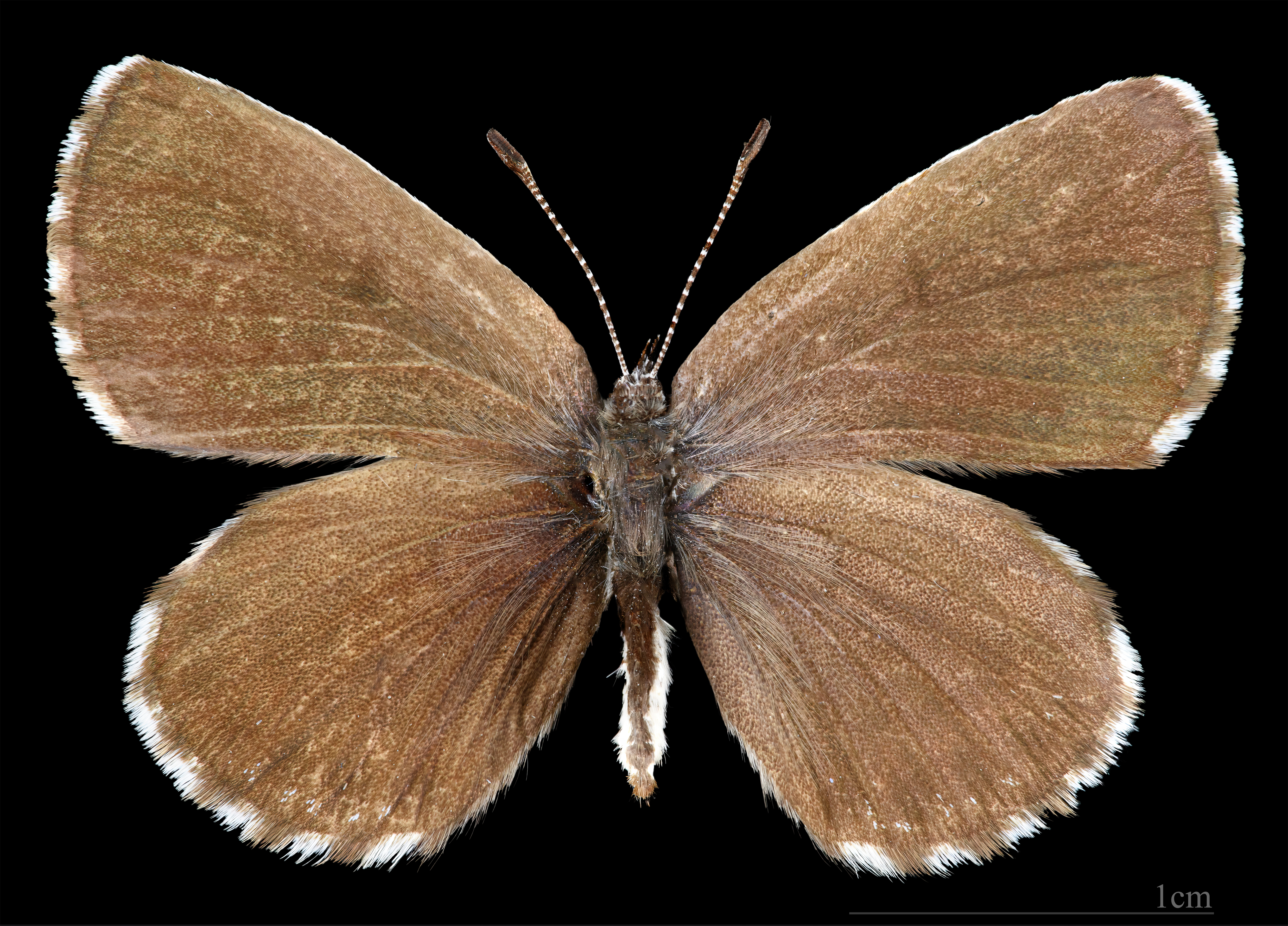
Scolitantides o. orion  ♀
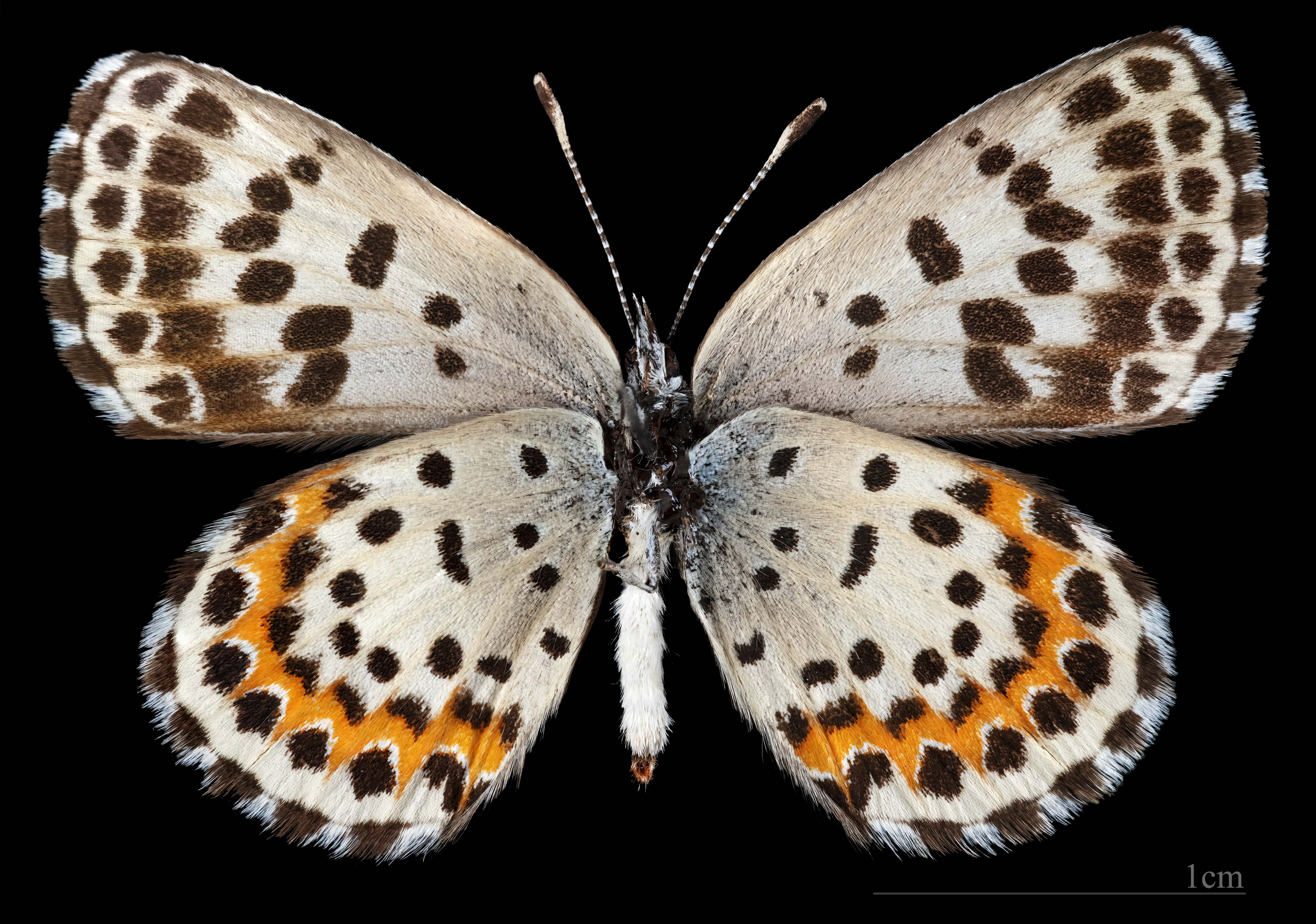
Scolitantides o. orion  ♀ △

## Utbredning
Fetörtsblåvingen förekommer i Europa och Asien. I Europa finns den i Spanien, Frankrike, norra Italien, Schweiz, Tjeckien, södra Polen, Skandinavien, Balkan, Grekland och Rumänien. I Asien förekommer den från Turkiet och Kaukasus och österut genom Sibirien till Kina och Japan.

### I Norden
I Sverige förekommer den lokalt från Bohuslän i väster, via Vänerns södra spets till Dalslands kust, Västergötland, Östergötland, Södermanland och Uppland i öster. Den har minskat kraftigt i Finland, från ett 40-tal lokaler mellan Åbo och Ladoga till ett par områden i södra delen av landet. Inte heller i Norge är den vanlig, utan förekommer endast i två begränsade områden.

### Status i Norden
I Sverige är fetörtsblåvingen klassad som starkt hotad (EN). Den har minskat märkbart sedan 1970-talet och bara ett fåtal säkra förekomstområden för arten är idag kända. De största hoten mot arten är habitatförlust, genom igenväxning och exploatering av dess livsmiljöer. Försurning kan också ha påverkat arten genom att områdena då blir mindre lämpliga för fjärilen att leva i. Fetörtsblåvingen är även rödlistad som starkt hotad i Finland och akut hotad i Norge. 

## Ekologi
Fetörtsblåvingens habitat är öppna till halvöppna områden där det växer fetbladsväxter, som steniga ängar, hagmarker och skärgårdar. I Sverige är flygtiden för de fullbildade fjärilarna, imago, normalt från slutet av maj till mitten av juni. Efter parningen lägger honan äggen på bladen till värdväxten. I Sverige är denna främst kärleksört, men troligen även stor fetknopp och vit fetknopp. I andra delar av utbredningsområdet kan fjärilen välja ytterligare några arter av fetblandsväxter som värdväxt, dock aldrig gul fetknopp. Äggen kläcks efter två till tre veckor och larvutvecklingen tar ungefär en månad. Liksom hos många andra blåvingar uppvaktas fetörtsblåvingens larver av myror. Dessa försvarar larven mot fiender och håller den ren och i utbyte producerar larven en sockerhaltig vätska som myrorna finner begärlig som föda. Förpuppningen sker vanligtvis på undersidan av en sten eller i en klippspringa. I Sverige övervintrar puppan en eller två gånger innan den kläcks till en fullbildad fjäril. I andra delar av utbredningsområdet kan fetörtsblåvingen ha två generationer per år.